# Christiane Watel
Christiane Watel (* 14. April 1934) ist eine ehemalige französische Tischtennisnationalspielerin.
Watel gewann bei den nationalen französischen Meisterschaften 19 Titel, davon acht im Einzel (1951–1956, 1963, 1965), vier im Doppel (1951, 1955, 1956, 1960) und sieben im Mixed (1952–1956, 1963, 1964). Damit hat sie bis heute (2009) die meisten Titel im Dameneinzel gewonnen. Sie nahm an den drei Weltmeisterschaften 1954, 1955 und 1957 teil. 1965 wurde sie in der französischen Rangliste auf Platz eins geführt.
Im März 1954 nahm sie in Koblenz am ersten deutsch-französischen Länderkampf nach dem Zweiten Weltkrieg teil.
Ende der 1950er Jahre heiratete sie und trat dann unter dem Namen Mathieu-Watel auf.

## Turnierergebnisse
| Verband | Veranstaltung     | Jahr | Ort       | Land | Einzel    | Doppel    | Mixed     | Team |
| ------- | ----------------- | ---- | --------- | ---- | --------- | --------- | --------- | ---- |
| FRA     | Weltmeisterschaft | 1957 | Stockholm | SWE  | letzte 64 | letzte 16 | letzte 32 | 7    |
| FRA     | Weltmeisterschaft | 1955 | Utrecht   | NED  | letzte 16 | letzte 32 | letzte 32 | 4    |
| FRA     | Weltmeisterschaft | 1954 | Wembley   | ENG  | letzte 16 | letzte 32 | letzte 32 | 4    |